# تئی‌کوپلانین
تئی‌کوپلانین(به انگلیسی: Teicoplanin) یک آنتی بیوتیک مورد استفاده در پیشگیری و درمان عفونت‌های جدی ناشی از باکتری‌های گرم مثبت، از جمله استافیلوکوک اورئوس مقاوم به متی‌سیلین و انتروکوک فکالیس است. این آنتی بیوتیک از دسته آنتی بیوتیک‌های گلیکوپپتیدی نیمه سنتزی با طیف فعالیت مشابه با وانکومایسین است. مکانیسم عمل آن مهار سنتز دیواره سلولی باکتریایی است.
تئی‌کوپلانین با نام تجاری Targocid توسط سانوفی-آونتیس به بازار عرضه می‌شود. نام‌های تجاری دیگر شامل Ticocin است که توسط شرکت سیپلا (هند) به بازار عرضه می‌شود. 